# ابن زورن
ابن زورن (بالإنجليزية: Son of Zorn) مسلسل كوميدي أمريكي، من إعداد رييد أغنو وإيلي جورنيه، وبطولة جوني بيمبيرتون، تشيرل هاينز، تيم ميدوز، أرتيمس بيدباني، وجيسن سيديكس. بدأ عرضه في 11 سبتمبر، 2016 على قناة فوكس الأمريكية وسيستمر موسمه الأول لثلاثة عشرة حلقة.

## قصة المسلسل
تتمحور قصة المسلسل حول زورن، مقاتل من جزيرة زيفيريا التي تقع في جنوب المحيط الهادئ. يعود إلى اورانج كاونتي، كاليفورنيا، ليعاود الاتصال بإبنه الا، وزوجته السابقة إيدي.

## الممثلين واالشخصيات
- جوني بيمبيرتون بدور آلانغولان
- جيسن سيديكس بدور زورن
- تشيرل هاينز بدور إيدي
- تيم ميدوز بدور كريغ
- أرتيميس بيبداني

## نظرة عامة
| الموسم | الحقات | تاريخ البث الأصلي | تاريخ البث الأصلي |
| الموسم | الحقات | أول عرض           | آخر عرض           |
| ------ | ------ | ----------------- | ----------------- |
| 1      | 13     | 11 سبتمبر، 2016   | غ/م               |

## وصلات خارجية
- الموقع الرسمي
- ابن زورن على موقع IMDb (الإنجليزية)
- ابن زورن على موقع ميتاكريتيك (الإنجليزية)
- ابن زورن على موقع روتن توميتوز (الإنجليزية)
- ابن زورن على موقع نتفليكس (الإنجليزية)
- ابن زورن على موقع كينوبويسك (الروسية)
- ابن زورن على موقع ألو سيني (الفرنسية)
- ابن زورن على موقع قاعدة بيانات الفيلم (الإنجليزية)